# انداستری (تگزاس)
اندستری، تگزاس(به انگلیسی: Industry, Texas) شهری در ایالت تگزاس از ایالات جنوبی ایالات متحده آمریکا است. در سرشماری سال ۲۰۰۰، جمعیت این شهر ۳۰۴ نفر اعلام شد.